# Fistful of Mercy
Fistful of Mercy — рок-группа; в составе Дхани Харрисон, Бен Харпер, Джозеф Артур.

## История
Группа была сформирована в феврале 2010 году, когда Артур пригласил Харпера в студию; а Харпер предложил Харрисону, которого он встретил в Санта-Монике, присоединиться к ним. Харрисон сравнил эту работу с работой своего отца в The Traveling Wilburys.

## Дискография

### Синглы
- «Fistful of Mercy» (2010)

### Альбомы
- As I Call You Down (2010)[2]